# 堆栈型交流道

堆栈型交流道平面图

堆栈型交流道（英語：Stack Interchange）是一种连接2条高速公路之间的交流道，允许各个方向的汽车自由通行。该交流道可以解决汽车交织的问题、拥有较大的汽车容纳量，且相对于其它交流道，汽车只需行驶更短的距离。

## 定义
堆栈交流道是指2条道路之间的立体交叉，所有需要行驶至另一条道路的汽车，都需通过直接或半直接匝道。直接匝道和半直接匝道的区别在于，司机在匝道上行驶时，偏离预定行驶方向的程度；直接比半直接更短，且能承受高速车辆的行驶。